# Colostomia
Una colostomia és un procediment quirúrgic amb el qual es practica una obertura artificial al còlon cap a l'exterior mitjançant un estoma. Es coneix també com a anus contra natura. Aquesta obertura està formada per la fixació de l'extrem sa del còlon (intestí gros) amb la pell mitjançant una sutura, a través d'una incisió en la paret abdominal anterior, a la qual s'hi ha d'adjuntar un dispositiu de bossa d'ostomia, amb la finalitat de proporcionar un canal alternatiu perquè la femta pugui sortir del cos. La colostomia pot ser reversible o irreversible, depenent de les circumstàncies.